# Бежи, Кросе
 Бежи, Кросе је роман америчког књижевника Џејмс Патерсона објављен 2013. године. У Србији је преведен 2020. године. Роман се фокусира на главног јунака, детектива Алекса Кроса, који мора да реши три случаја одједном са целим градом у помами.

## Радња романа
Службеник Метрополитенске полицијске управе Алекс Крос, Џон Сампсон и други, упадају у кућу пластичног хирурга Елијаха Крима где он илегално даје дрогу и поседује порнографске видео снимке са тинејџеркама. Ухапшен је, жена се разводи од њега и напушта га. Алекс је касније позван на случај у којем је девојка Елизабет Рајли пронађена мртва. Након прегледа њеног тела, извештаји потврђују да се породила, али бебе нигде нема. Убрзо након тога, он је позван на случај у којем је дечак убијен, избоден и пронађен у реци Потомак. Алекс је затим позван на трећи случај са још једном мртвом девојком. Алекс мора да се бори са три случаја одједном.
У међувремену, Рон Гудајс, чију је вереницу убио полицајац, окривљује Алекса за убиство и поставља негативне коментаре о Алексу на својој веб страници. Алекс посећује баку и деду трудне девојчице. Нестала беба, девојчица, пронађена је и предата им је.  Добили су бројна писма од када је Елизабет била ван свог родног града и отишла у Вашингтон. У једном писму се помиње да се Елизабет заљубила у човека по имену Расел, али када проверавају базе података, нису пронашли таквог човека. Уместо тога, проналазе старији случај где је убијена још једна трудна девојчица, а дете нестало.
Код куће, Алекс се суочава са проблемима када његова „ћерка“ Ава, која ће ускоро бити усвојена, касно долази кући, вероватно на дрогама. Рон Гудајс чује како је раније инсталирао шпијунску опрему у породичној кући Крос како би могао да прати њихове разговоре.
На крају се открива да Елајџа убија девојчице, а Џошуа Бергман, Кримов најстарији пријатељ, који је хомосексуалац, убија дечаке. Појављују се још тела, а Алекс је на једној од сцена убиства када се Гудајс појављује и пита Алекса да ли се дрогира. Бесни, Алекс и Гудајс се свађају, а Гидис убризгава нешто у Алекса. Алекс је Гудајсу разбио нос. Крос се срушио и одведен у болницу. По изласку из болнице одузимају му пиштољ и значку и приморан је да ради на канцеларији. Гудајсови чланци на његовој веб страници и чињеница да је Алекс колабирао због дроге коначно доводе до тога да Ава буде одузета од породице Крос и буде смештена у хранитељској породици. 
Открива се да Гудајс има ћерку по имену Ема Ли, коју његова мајка чува код куће. Једног дана Рон долази кући са девојчицом, тврдећи да је "нека дроља" са којом се давно спојио породила и оставила дете у његовом ауту. Истина, он је убио баку и деду Рајли и узео дете.
У међувремену, Крим пљачка сопствену кућу и убија комшије да би уплашио своју бившу жену. Алекс је на крају враћен на дужност, али неки истражни рад док је у режиму „без контакта“ убеђује га да је Крим осумњичен. Крим је ухапшен, али пуштен због посредних доказа. Крим одлучује да се размеће својом слободом и позива своју љубавницу у своју кућу док је Алекс под надзором испред Кримове куће. Крим тражи од Бергмана услугу, али Бергман тражи пољубац заузврат, на шта Крим коначно попушта. Следећег дана љубавница је пронађена мртва у свом стану, коју је убио Бергман. Крим није у његовој кући, па Алекс одлази да пронађе Бергмана, који се убија када му се Алекс приближи. Алекс сазнаје да је Крим убио све жене као сурогат за своју бившу жену и ћерке. Прати Крима до куће своје бивше жене на Род Ајленду и спречава га да убије њу и ћерке. Крим скаче кроз прозор на трећем спрату, преживевши пад, али сломи кичму.
Алексу је тада речено да је Ава нестала одавно из хранитељског дома. Узима одсуство са посла да би покушао да је пронађе. Сампсон се ушуња у Гудајсов стан да пронађе било шта да се освети што је целом Вашингтону рекао да је Алекс дао дрогу Ави, али не налази ништа. Након што је питао комшију, Сампсон открива да он има мајку и ћерку. Сампсон касније открива да је Ава мртва, јер је спаљена у кући. У хранитељском дому, Алекс пита да ли неко зна где је Ава била. Њена цимерка му показује слику "Авиног дечка" Расела, име Елизабетине, прве трудне девојке, дечка. Проучавајући слику, Алекс препознаје Гудајса и жури кући да каже Сампсону и Бри. Одлазећи до свог сефа, Крос узима свој пиштољ, намеравајући да убије Гудајса због онога што је урадио. Напољу код његовог аутомобила, Алекс је напао Гудајса. У пуцњави која је уследила, Бри га убија. Тестови крви потврђују да је Гудајсова беба Елизабетино дете, а Ема Ли је нестало дете из старијег случаја. Отац је отац обема ћеркама. 
Алекс размишља да ли ће он и Бри имати децу или не, инспирисан Бри која држи Гудајсову биолошку другу ћерку. Роман се завршава тако што Алекс пита своју терапеуткињу Адел Финали да ли ће икада прерасти или решити свој проблем у животу, да је он полицајац који угрожава своје животе, животе његових пријатеља и породице. Она пита Кроса шта он мисли да треба да уради. „Настави да се појављујеш овде док ми није толико мука да слушам себе како причам да коначно направим промену." Адел каже да би на крају могао да реши тај проблем.

## Ликови
- Алекс Крос, главни јунак.
- Елејџа Крим, главни антагониста, чији је живот уништен због Алекса, он и његов пријатељ Џошуа убијају девојке и дечаке хомосексуалце.
- Рон Гудајс, чију је вереницу убио полицајац док је Крос био присутан. Гудајс сада криви Алекса за њену смрт. Он прати сваки Алексов потез и објављује негативне ствари о полицајцима, углавном о Алексу, на својој веб страници и оптужује Алекса да даје његовој ћерки Ави дрогу и да се дрогира, као и да је напао Рона. Рона на крају убију Алекс и Бри.
- Џон Сампсон, Алексов најбољи пријатељ.
- Џошуа Бергман, најбољи пријатељ Елија Крима и саучесник у већини његових убистава. Џошуа ужива у убијању хомосексуалних дечака и Елајџа га описује као „геј”.
- Нана Мама, Алексова остарела бака од 90 и нешто година
- Бри Стоун Крос, Алексова жена
- Џанел, Алексова ћерка
- Ава, нова принова у породици Крос; усвојиле су је Нана и Бри. Након што је поново изводе из породице Крос, њен живот бива уништен. Рон Гудајс ју је сексуално злостављао и на крају убио.
- Али, Алексов други син
- Дејмон, Алексово прво и најстарије дете/син.
- Нед Махони, Алексов пријатељ ФБИ агента. Нед има веома споредну улогу у овом роману, у поређењу са његовим улогама у другим романима.
- Адел Финали, Алексов терапеут.

## Критике
Књига је добила углавном позитивне критике. На GoodReads.com, књига је добила 4,08 од 5 звездица. Роман је дебитовао на првом месту листе бестселера Њујорк тајмса, задржао се четири недеље.